# Al-Suwayq
al-Suwayq (in arabo السويق‎?), è una città, capoluogo dell'omonimo Governatorato (in arabo ولاية‎?, Wilāya) dell'Oman, nella regione di al-Batina.
Talvolta traslitterata anche come as-Suwayq, as-Suwaiq o Suwayq.
| Controllo di autorità | VIAF (EN) 4902152025933003600006 · GND (DE) 1153414287 |